# 赤沢弘毅
赤沢 弘毅（あかざわ ひろたけ、明治42年〈1909年〉7月17日 - 没年不詳）は、日本の医師、医学博士。赤沢医院院長。鳥取県医師会（昭和24年 - 昭和51年、理事・監事・代議員・議長等を歴任）。西部医師会顧問（副会長・会長を歴任）。米子ガス取締役。協同建設監査役。
兄は元自治大臣の赤沢正道。長女は鳥取大学名誉教授・宮川征男の妻。

## 経歴
鳥取県米子市西倉吉町出身。父・康平は、徳島県出身の土木建築業。
昭和10年（1935年）東北帝国大学医学部卒業。同年東北帝国大学附属病院第二内科勤務。
昭和16年（1941年）応召、第六三兵站病院勤務。
昭和21年（1946年）比島より帰還、赤沢医院を開業。
昭和51年（1976年）米子看護高等専修学校校長に就任。

## 人物像
宗教は真言宗。
愛読書は山岡荘八『徳川家康』。尊敬する人は空海。趣味は書画鑑賞。特技は剣道。

## 家族・親族

### 赤沢家
（徳島県、鳥取県米子市西倉吉町）
- 妻[1]
- 長男・輝彦（元三朝観光（株）役員[1]、鳥取市鹿野町にある温泉宿「お宿夢彦」経営[4]）
  - 同妻（三朝ロイヤルホテル代表取締役社長金田政之二女[5]）
- 長女（夫は宮川征男[1]）
- 二女（夫は梶井英博[1]）

## 関連
- 赤沢組
- 赤沢康平
- 赤沢正道
- 大谷虎三